# Chaetonotus ontariensis
Chaetonotus ontariensis är en djurart som tillhör fylumet bukhårsdjur, och som beskrevs av Schwank 1989. Chaetonotus ontariensis ingår i släktet Chaetonotus och familjen Chaetonotidae. Inga underarter finns listade i Catalogue of Life.